# Mass Records
Mass Records es uno de los sellos discográficos de la compañía discográfica catalana Música Global, con sede en Gerona, España.
Entre los grupos y artistas de Mass Records (sello dedicado mayoritariamente a música en español) encontramos a Bizarre, Casa Rusa, Gertrudis, El Pacto, Joan Tena y Saray, entre otros.
Entre los grupos y artistas de Música Global (sello dedicado mayoritariamente a música en catalán) podemos encontrar a Beth, Sopa de Cabra (y sus componentes en solitario Gerard Quintana y Josep Thió), Lax'n'Busto, Gossos, Marc Parrot, Miquel Abras, Cris Juanico y Quimi Portet (de El Último de la Fila), entre otros.

## Artistas y grupos de Mass Records
- Bizarre
- Casa Rusa
- Gertrudis
- El Pacto
- MorphiuM
- Joan Tena
- Le Croupier
- Nu-b
- Nut
- Saray